# Oxyopes camponis
Oxyopes camponis là một loài nhện trong họ Oxyopidae.
Loài này thuộc chi Oxyopes. Oxyopes camponis được Embrik Strand miêu tả năm 1915.